# John Freitag
John Freitag (Columbia, 3 de mayo de 1877-San Luis, 20 de octubre de 1932) fue un deportista estadunidense que compitió en remo. Participó en los Juegos Olímpicos de San Luis 1904, obteniendo una medalla de bronce en la prueba de cuatro sin timonel.

## Palmarés internacional
| Juegos Olímpicos | Juegos Olímpicos          | Juegos Olímpicos  | Juegos Olímpicos   |
| Año              | Lugar                     | Medalla           | Prueba             |
| ---------------- | ------------------------- | ----------------- | ------------------ |
| 1904             | San Luis (Estados Unidos) | Medalla de bronce | Cuatro sin timonel |